# Dreamcatcher (2003)
Dreamcatcher ist ein US-amerikanischer Science-Fiction-Film mit Horrorelementen von Lawrence Kasdan aus dem Jahr 2003 nach dem Roman Duddits von Stephen King. Die Hauptrollen spielen Thomas Jane, Damian Lewis und Morgan Freeman. Der Film startete am 10. April 2003 in den deutschen Kinos.

## Handlung
Die in Maine lebenden Freunde Beaver, Henry, Jonesy und Pete helfen als Kinder dem scheinbar geistig zurückgebliebenen jungen Duddits. Seitdem verfügen sie über übernatürliche Fähigkeiten: Sie können die Gedanken und Erinnerungen anderer erspüren und beeinflussen.
Nach 20 Jahren werden die Männer in einem abseits gelegenen Blockhaus, in dem sie wie jedes Jahr gemeinsam Ferien machen wollen, von mysteriösen Wesen angegriffen. Beaver und Pete werden von Neunaugen-ähnlichen Monstern getötet, während Jonesy von einem Außerirdischen (äußerlich den Greys ähnlich) „übernommen“ wird, indem dieser als rote Partikelwolke von Jonesy eingeatmet wird. In der Hütte breitet sich eine Art Pilz aus, der sich als Krankheitserreger über die ganze Welt zu verbreiten droht. Als Henry später in der Hütte eintrifft, findet er den toten Beaver und sieht das Ausmaß des sich verbreitenden Pilzes. Außerdem entdeckt er kleine Eier der Außerirdischen und auch bereits geschlüpfte Eier. Die wurmartigen Wesen versuchen sich in Henrys Körper einzunisten. Er kann sich retten, indem er die Hütte verbrennt und somit die Pilzverbreitung verhindert.
Die Blue Boys, eine Spezialeinheit des US-Militärs, die auf die Jagd nach Außerirdischen spezialisiert ist, trifft ein. Der Kommandant der Blue Boys, Colonel Abraham Curtis, hat nach 25 Jahren Alienjagd keine moralischen Skrupel mehr und erklärt das gesamte Gebiet zum militärischen Sperrgebiet. Er will alles Leben dort auslöschen. Es gelingt ihm auch, mit mehreren Hubschraubern das UFO der Wesen zu entdecken und zu zerstören. Ein Offizier der Blue Boys, Lieutenant Owen Underhill, meldet das geplante Massaker von Colonel Curtis einem befreundeten General. Dadurch alarmiert, kommt das Militär, um die Bevölkerung vor den Blue Boys zu retten.
Henry kann den Außerirdischen und dem Militär entkommen. Er sucht Duddits auf, der inzwischen an Leukämie erkrankt ist. Gemeinsam mit dem abtrünnigen Offizier Lieutenant Underhill verfolgen sie Jonesy, der, gelenkt von einem der außerirdischen Wesen, das Bostoner Wasserreservoir mit dem außerirdischen Pilz verseuchen will.
Durch Erinnerungen an ihre Kindheit bemerkt Henry, dass es von Anfang an einen Grund hatte, warum sie diese übersinnlichen Kräfte von Duddits erhielten und dieser auch schon früher davon sprach, die Welt zu retten. Nun ist der Zeitpunkt gekommen, an dem das geschehen soll.
Am Stausee kommt es zum Showdown. Lieutenant Underhill und der Kommandant der Blue Boys, Colonel Curtis, bringen sich gegenseitig um. Der Außerirdische, der von Duddits immer Mr. Gray genannt wird, im Körper von Jonesy wird von Duddits enttarnt. Daraufhin schlüpft er wieder aus Jonesys Körper heraus, und Duddits verwandelt sich in einen Außerirdischen, offenbar einer verfeindeten Rasse. Beide kämpfen miteinander und sterben dabei.
Henry und Jonesy sind die einzigen überlebenden Protagonisten. Während des Kampfes ist scheinbar unbemerkt ein weiterer Wurm aus einem Ei geschlüpft und dieser versucht in das Wasserreservoir zu gelangen. Im letzten Moment zertritt Jonesy ihn jedoch.

## Kritiken
Moviemaze schrieb, der Film sei ein spannender Science-Fiction-Film, der mit zahlreichen gut aufgelegten Darstellern und einem etwas geheimnisvoll wirkenden Morgan Freeman die Zuschauer zu unterhalten wisse.
James Berardinelli schrieb auf ReelViews, der Film sei weder Zeit noch Geld noch Mühe wert („Dreamcatcher isn’t worth the time, money, or effort“). Ein Teil des Problems sei der Schnitt, der die Geschichte verwirrend mache; der richtige Ton, der Stil und das richtige Tempo würden fehlen. Die Originalität fehle ebenfalls.
Das Lexikon des internationalen Films schrieb: „Die darstellerisch wie inszenatorisch überzeugende Verfilmung einer Erzählung von Stephen King, die geschickt die Balance zwischen genretypisch erschreckenden, schaurig-ekeligen und parodistischen Elementen hält.“

## Auszeichnungen
Der Film wurde für den Teen Choice Award nominiert.

## Trivia
- Die Figur des Colonel Abraham Curtis hieß in Stephen Kings Roman Duddits ursprünglich Abraham Kurtz.
- Die finale Kampfszene, in der Duddits sich als Außerirdischer entpuppt, stammt nicht aus dem Roman; Stephen Kings Version wurde abgeändert. Auf der Kauf-DVD befindet sich als Extra auch das ursprüngliche, ebenfalls verfilmte, aber nicht verwendete Ende: Duddits besiegt den als Mr. Gray bezeichneten Außerirdischen mithilfe übersinnlicher Kräfte, ohne sich dabei zu verwandeln. Abschließend, einige Zeit später, singen Henry und Jonesy vor Duddits Grab – dieser erlag inzwischen seiner bereits vorher diagnostizierten Krebserkrankung.